# Quasisimnia
Quasisimnia là một chi ốc biển, là động vật thân mềm chân bụng sống ở biển thuộc họ Ovulidae.

## Các loài
Các loài thuộc chi Quasisimnia bao gồm:
- Quasisimnia hirasei (Pilsbry, 1913)[2]
- Quasisimnia robertsoni (Cate, 1973)[3]